# Теорија и пракса групне психотерапије
Теорија и пракса групне психотерапије (енгл. The Theory and Practice of Group Psychotherapy) је стручна монографија америчког егзистенцијалног психијатара, почасног професора психијатрије на Универзитету Станфорд, и књижевника Ирвина Давида Јалома (енгл. Irvin David Yalom) (1931) објављена 1970. године. Са Јаломом књигу потисује и Молин Лешћ (енгл. Molyn Leszcz). Издање на српском језику објавила је издавачка кућа Психополис институт 2014. године из Новог Сада у преводу Милана Ђуришића.

## О аутору
Ирвин Д. Јалом је рођен 1931. у Вашингтону у породици руских емиграната. Аутор је неколико бестселера, као и стручних књига из области психотерапије. Данас је професор на универзитету и живи у Сан Франциску.
Молин Лешћ је главни психијатар у болници Mount Sinai и професор и шеф програма групне психотерапије, Одељење за психијатрију, Универзитета у Торонту.

## О делу
Теорија и пракса групне терапије је књига већег формата и обима са више од 720 страница и сматра се једном од најрефентнијом у области групне терапије.
Књигу је написао заједно са Молин Лешћ, који је дао велики допринос истраживачкој литератури о савременој групној психотерапији.
Аутори у књизи доносе одговре на многа питања од којих су: у чему се огледа моћ групе за промену личности, које су варијанте групне терапије, обликовање ефикасне групе, како радити са проблематичним члановима групе, група подршке преко интернета, шта терапеут мора да ради и шта мора да буде, као и на многа друга. Књига садржи и примере из праксе која се односе на то како саставити и одржвати групу.
Књига представља скуп знања, искуства и истраживачких налаза многих психотерапеута и истраживача из поља групне терапије у периду од четрдесетих година 20. века па до данас и представља уџбеник у едукацијама многих праваца групне психотерапије широм света.